# Ideas of a City
Ideas of a City er en dansk oplysningsfilm fra 2002, der er instrueret af Mie Schou Olsen og Signe Nørmose.

## Handling
Filmen foregår i Kathmandu, hovedstaden i Nepal, et fattig land på verdens tag. Her er der brug for initiativ og nye aktiviteter, der kan sætte udviklingen i gang og øge levestandarden. Byen har gennem fem år haft en borgmester, som var handlingens mand. Filmen følger ham i den sidste tid af hans embedsperiode.